# Distrito de Pirot
El Distrito de Pirot (en serbio: Pirotski okrug, Пиротски округ) es uno de los 18 ókrug o distritos en que está dividida Serbia Central, la región histórica de Serbia. Tiene una extensión de 2.761 km², y según el censo de 2002, una población de 105.654 habitantes. Su capital administrativa es la ciudad de Pirot.

## Municipios
Comprende la ciudad de Pirot y los siguientes 3 municipios rurales:
- Bela Palanka
- Babušnica
- Dimitrovgrad